# 麻酔前評価

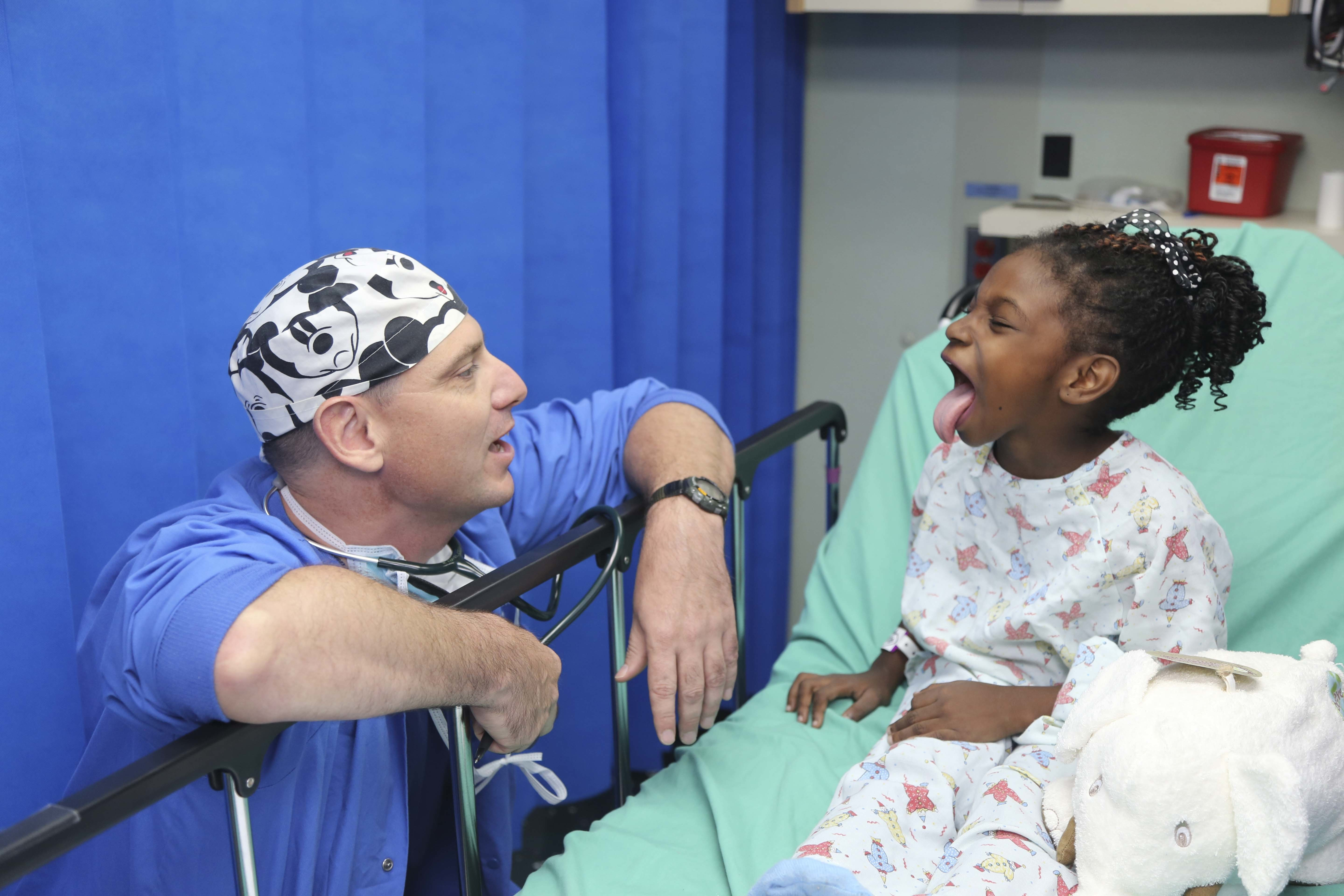
手術予定の子供の口を大きく開けさせて、麻酔科医が気道の評価を行っている（マランパチ分類）。

麻酔前評価（ますいぜんひょうか、術前評価、術前診察または単に術前とも呼ばれる）は、手術前に麻酔科医が行う医療チェックと検査で、患者の身体状態、および患者が抱える可能性のある他の医学的問題や疾患を評価するものである。
評価の目的は、合併症のリスクを著しく高める要因を特定し、麻酔・手術に伴う手技を適切に変更することである。その目的は、個人と患者特有の危険因子や状況を考慮しながら、周術期の安全、最適な資源利用、転帰の改善、患者満足度を確保するために、使用する適切な麻酔方法を決定することである。麻酔前評価では、過去のカルテ、問診、診察、臨床検査や血液検査の結果など、様々な情報源から得られる情報を考慮する。
一般的な推奨事項は、米国とインドで発表されている。        
麻酔前の評価では、あらゆる側面を確実にカバーするために、アルファベット順の記憶術が提唱されている。
A - Affirmative history (明確な病歴聴取); Airway (気道評価)(画像参照)
B - Blood hemoglobin (ヘモグロビン値), blood loss estimation(予想出血量), and blood availability(輸血準備量); Breathing (呼吸の問題)
C - Clinical examination (臨床検査) Co-morbidities (併存疾患)
D - Drugs being used by the patient (患者が使用している薬剤); Details of previous anesthesia and surgeries(過去の麻酔や手術の詳細)
E - Evaluate investigations (検査結果の評価); End point to take up the case for surgery (その症例に無事手術を受けさせるためのエンドポイント)
F - Fluid status (循環血液量の多寡); Fasting (術前絶飲食)
G - Give physical status (身体状態の評価(ASA-PS)); Get consent (インフォームド・コンセント)